# Prédefin
Prédefin est une commune française située dans le département du Pas-de-Calais en région Hauts-de-France. Ses habitants sont appelés les Prédefinois. La commune est membre de la communauté de communes du Ternois.
La commune s'inscrit dans les « paysages du Ternois » tels qu'ils sont définis dans l'atlas de paysages.

## Géographie

### Localisation
Prédefin est une commune rurale du centre du Pas-de-Calais sise sur un plateau vaste et fertile qui s'étend d'Heuchin et Lisbourg et située, à vol d'oiseau, à 8 km à l'est de la commune de Fruges, à 15 km au nord-ouest de la commune de Saint-Pol-sur-Ternoise et à 43 km au nord-ouest de la commune d’Arras (chef-lieu d'arrondissement).
Le territoire de la commune est limitrophe de ceux de six communes.
Les communes limitrophes sont Laires, Heuchin, Équirre, Febvin-Palfart, Fontaine-lès-Boulans et Lisbourg.

### Géologie et relief
La superficie de la commune est de 3,82 km2 ; son altitude varie de 135  à   178 mètres.

### Hydrographie

#### Réseau hydrographique
La commune est située dans le bassin Artois-Picardie. Elle est drainée par la Lisbourg, cours d'eau naturel non navigable de 2,82 km qui prend sa source dans la commune et termine sa course au niveau de la commune de Lisbourg,,.

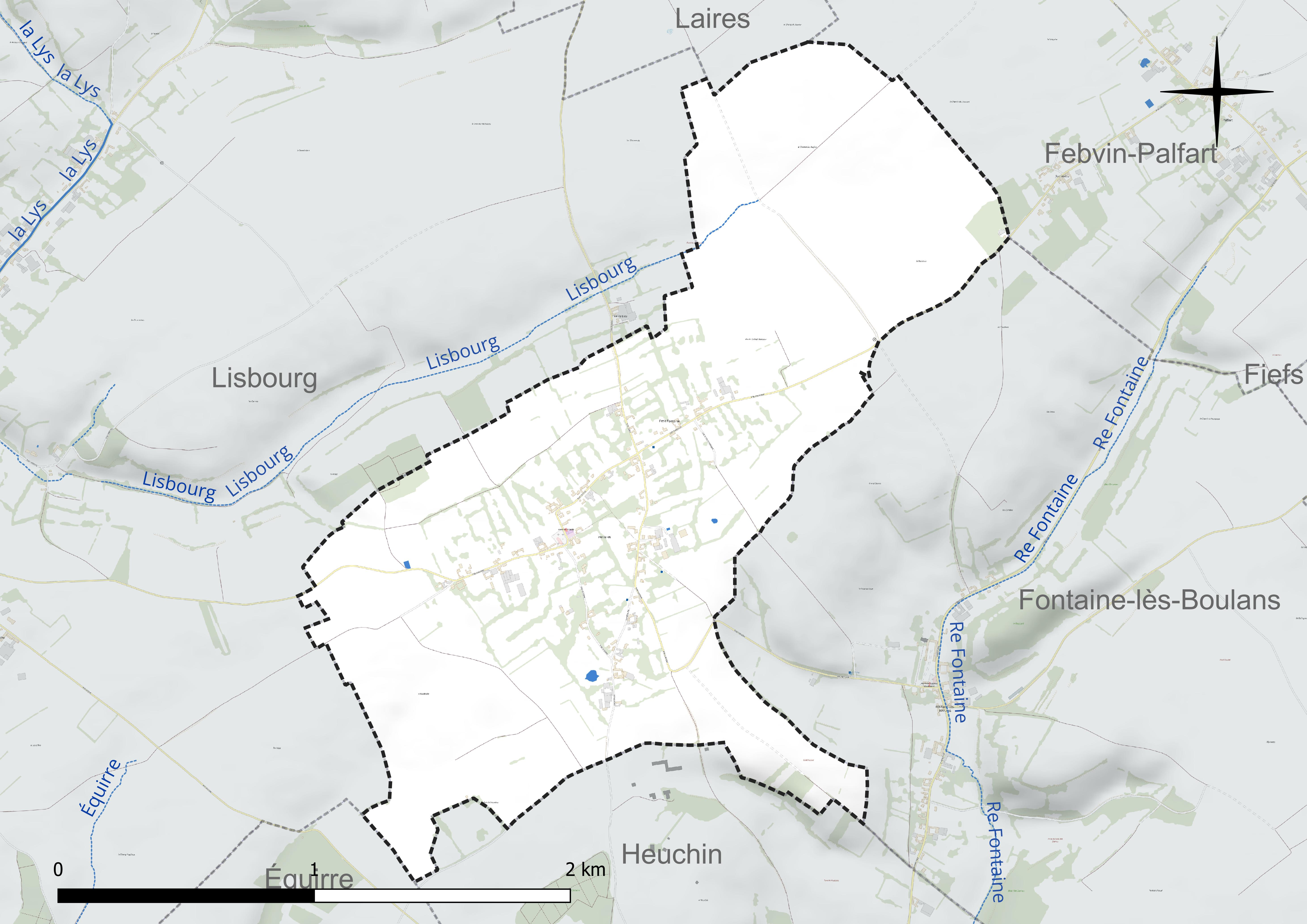
Réseau hydrographique de Prédefin.

#### Gestion et qualité des eaux
Le territoire communal est couvert par le schéma d'aménagement et de gestion des eaux (SAGE) « Lys ». Ce document de planification concerne un territoire de 1 835 km2 de superficie, délimité par le bassin versant de la Lys. Le périmètre a été arrêté le 29 mai 1995 et le SAGE proprement dit a été approuvé le 6 août 2010, puis révisé le 20 septembre 2019. La structure porteuse de l'élaboration et de la mise en œuvre est le syndicat mixte pour l'élaboration du SAGE de la Lys (SYMSAGEL).
La qualité des cours d'eau peut être consultée sur un site dédié géré par les agences de l'eau et l'Agence française pour la biodiversité.

### Climat
Pour des articles plus généraux, voir Climat des Hauts-de-France et Climat du Nord-Pas-de-Calais.
En 2010, le climat de la commune est de type climat océanique franc, selon une étude du Centre national de la recherche scientifique (CNRS) s'appuyant sur une série de données couvrant la période 1971-2000. En 2020, Météo-France publie une typologie des climats de la France métropolitaine dans laquelle la commune est exposée à un climat océanique et est dans la région climatique Côtes de la Manche orientale, caractérisée par un faible ensoleillement (1 550 h/an) ; forte humidité de l'air (plus de 20 h/jour avec humidité relative > 80 % en hiver), vents forts fréquents.
Pour la période 1971-2000, la température annuelle moyenne est de 9,8 °C, avec une amplitude thermique annuelle de 13,9 °C. Le cumul annuel moyen de précipitations est de 908 mm, avec 12,6 jours de précipitations en janvier et 9,3 jours en juillet. Pour la période 1991-2020, la température moyenne annuelle observée sur la station météorologique la plus proche, située sur la commune de Fiefs à 5 km à vol d'oiseau, est de 10,4 °C et le cumul annuel moyen de précipitations est de 1 070,6 mm,. Pour l'avenir, les paramètres climatiques de la commune estimés pour 2050 selon différents scénarios d'émission de gaz à effet de serre sont consultables sur un site dédié publié par Météo-France en novembre 2022.
| Mois                                  | jan.             | fév.             | mars             | avril         | mai           | juin            | jui.           | août         | sep.           | oct.            | nov.            | déc.             | année      |
| ------------------------------------- | ---------------- | ---------------- | ---------------- | ------------- | ------------- | --------------- | -------------- | ------------ | -------------- | --------------- | --------------- | ---------------- | ---------- |
| Température minimale moyenne (°C)     | 1,1              | 1,2              | 2,8              | 4,7           | 7,8           | 10,7            | 12,8           | 12,9         | 10,4           | 7,6             | 4,3             | 1,8              | 6,5        |
| Température moyenne (°C)              | 3,5              | 4                | 6,6              | 9,4           | 12,7          | 15,5            | 17,7           | 17,8         | 14,9           | 11,1            | 7               | 4,2              | 10,4       |
| Température maximale moyenne (°C)     | 6                | 6,9              | 10,3             | 14,2          | 17,6          | 20,4            | 22,7           | 22,7         | 19,3           | 14,7            | 9,7             | 6,6              | 14,3       |
| Record de froid (°C) date du record   | −18,5 09.01.1985 | −17,5 23.02.1956 | −13,9 07.03.1971 | −6 25.04.1955 | −5 02.05.1960 | −3,2 02.06.1962 | 3,2 04.07.1964 | 4 29.08.1964 | 0,2 30.09.1954 | −6 29.10.1997   | −11 30.11.1978  | −12,9 29.12.1996 | −18,5 1985 |
| Record de chaleur (°C) date du record | 15,2 01.01.22    | 19,8 28.02.1960  | 25,1 31.03.21    | 27 29.04.1955 | 34 25.05.1953 | 35,5 30.06.1957 | 40,6 25.07.19  | 37 10.08.03  | 33,6 09.09.23  | 30,8 01.10.1959 | 19,5 06.11.1955 | 17 01.12.00      | 40,6 2019  |
| Précipitations (mm)                   | 103,9            | 86,5             | 76,4             | 64,4          | 76,4          | 74,4            | 80,7           | 85,1         | 83,3           | 100,9           | 112,8           | 125,8            | 1 070,6    |

### Paysages
Pour un article plus général, voir Paysage en France.
La commune est située à la jonction de deux paysages tels qu'ils sont définis dans l'atlas des paysages de la région Nord-Pas-de-Calais, conçu par la direction régionale de l'Environnement, de l'Aménagement et du Logement (DREAL), : 
- les « paysages du Ternois », qui concernent 138 communes avec trois pôles d'attraction que sont Hesdin-la-Forêt à l'ouest, Saint-Pol-sur-Ternoise à l'est et, dans une moindre mesure, Frévent en lisière sud, sont délimités par deux cours d'eau : la Canche au Sud et la Ternoise au Nord. Ces paysages sont composés de plateaux, de vallées et de bocages. Les plateaux du Ternois montrent une structure tabulaire assez plane et une altitude assez régulière avec des points culminants entre 150 et 160 m.

Le territoire d'une vingtaine de kilomètres du Nord au Sud et d'Est en Ouest, est traversé par la D 939 reliant Saint-Pol-sur-Ternoise à Hesdin, par la D 912 entre Saint-Pol-sur-Ternoise et Frévent et par la ligne ferroviaire de Saint-Pol-sur-Ternoise à Étaples dans la vallée de la Canche. La position excentrée, en l'absence de grands axes autoroutiers ou ferrés structurants, a permis au Ternois de conserver un caractère rural et une certaine qualité de paysage.
Au niveau de l'occupation des sols, les surfaces cultivées sont omniprésentes sur les plateaux, avec majoritairement la culture de la betterave et de la pomme de terre, et représentent près de 72 % de la surface totale de ces paysages du Ternois, les espaces artificialisés, cantonnés dans les fonds de vallée, représentent 13 % et les surfaces boisées, présentes dans les deux principales vallées de la Ternoise et de la Canche, ne représentent que 6 % ;
- les « paysages des hauts plateaux artésiens », qui concernent 77 communes du Pas-de-Calais, se situent à l'extrémité ouest des collines de l'Artois qui traversent le Pas-de-Calais d'Arras au Boulonnais. L'alltitude de ces paysages dépassent les 180 mètres. Ces dimensions sont modestes, d'une quinzaine de kilomètres du sud-est au nord-ouest et d'une vingtaine de kilomètres dans sa dimension la plus grande[15].

Ces « paysages des hauts plateaux artésiens », appelés aussi « Haut Artois », se caractérisent par trois ensembles écopaysagers :
- - l'ensemble mésophile ouvert du plateau artésien calcaire ;
  - l'ensemble alluvial des fonds de vallée de la Lys et de l'Aa ;
  - l'ensemble calcicole des versants calcaires des vallées[15].

Le « Haut Artois » dispose d'une importante densité de corridors biologiques bien interconnectés.
Dans le « Haut Artois », pas de villes, c'est une des rares terres rurales de la région, les communes les plus importantes sont, du nord au sud, Lumbres, Fauquembergues et Fruges. Le « Haut Artois », drainé par l'Aa et la Lys, constitue le sommet de l'anticlinal artésien, paysage ventée, froid et aux précipitations importantes qui en font le château d'eau régional.
Leș cultures représentent environ 60 % des sols, les prairies entre 26 et 27 %, les bois de 5 à 8 % et les villages et bourgs de 5 à 8 %, l'industrie y est peu présente.

#### Espèces faunistiques et floristiques
L’Inventaire national du patrimoine naturel (INPN) recense plusieurs espèces faunistiques et floristiques sur le territoire de la commune dont certaines sont protégées et d’autres menacées et quasi-menacées.

## Urbanisme

### Typologie
Au 1er janvier 2024, Prédefin est catégorisée commune rurale à habitat dispersé, selon la nouvelle grille communale de densité à sept niveaux définie par l'Insee en 2022.
Elle est située hors unité urbaine et hors attraction des villes,.

### Occupation des sols
L'occupation des sols de la commune, telle qu'elle ressort de la base de données européenne d'occupation biophysique des sols Corine Land Cover (CLC), est marquée par l'importance des territoires agricoles (87,4 % en 2018), en diminution par rapport à 1990 (100 %). La répartition détaillée en 2018 est la suivante : 
terres arables (63,3 %), prairies (24,1 %), zones urbanisées (12,6 %). L'évolution de l'occupation des sols de la commune et de ses infrastructures peut être observée sur les différentes représentations cartographiques du territoire : la carte de Cassini (XVIIIe siècle), la carte d'état-major (1820-1866) et les cartes ou photos aériennes de l'IGN pour la période actuelle (1950 à aujourd'hui).

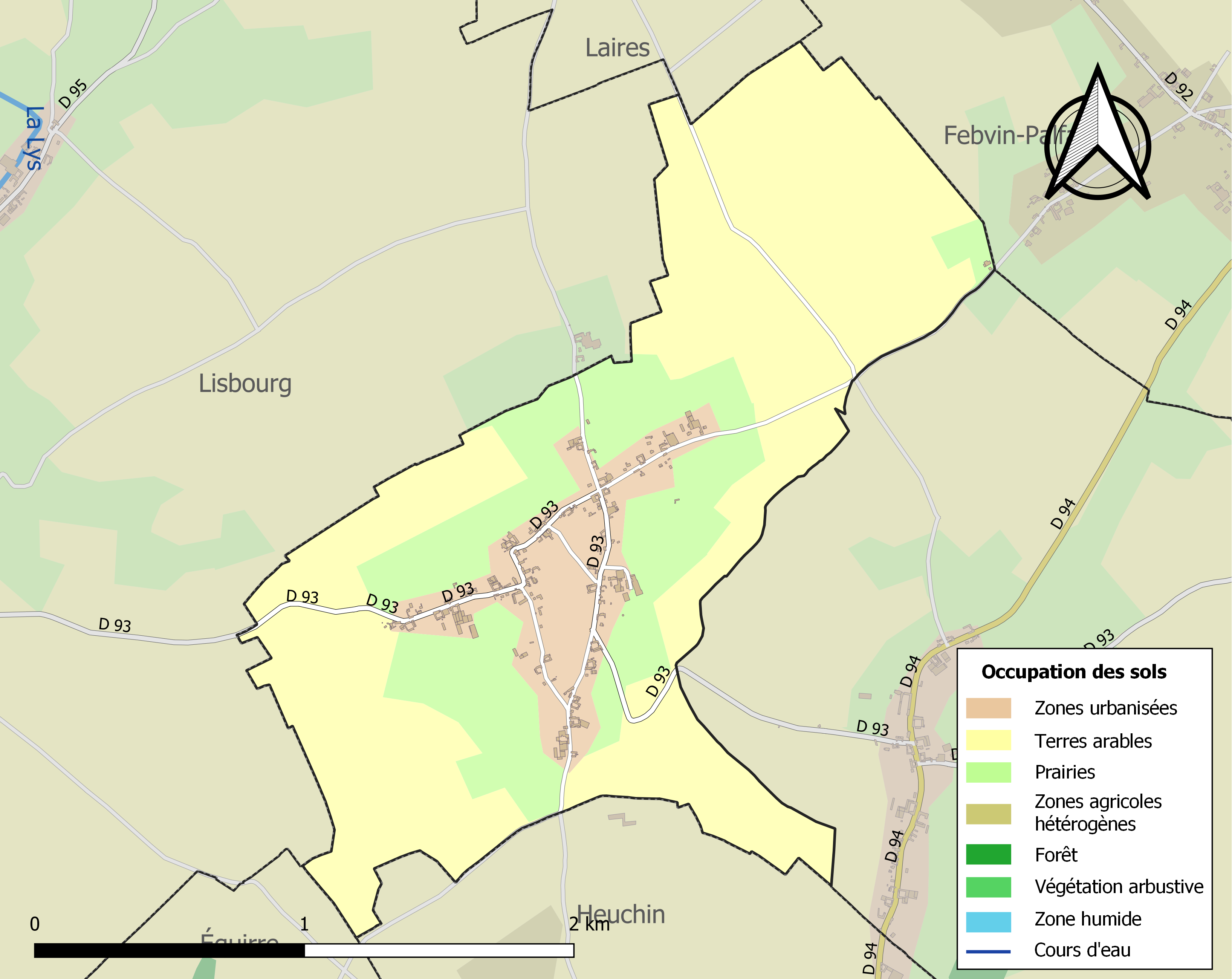
Carte des infrastructures et de l'occupation des sols de la commune en 2018 (CLC).

### Logement
En 2021, le nombre total de logements dans la commune était de 102, alors qu'il était de 104 en 2015 et de 98 en 2010.
Parmi ces logements, 80,2 % étaient des résidences principales, 11,6 % des résidences secondaires et 8,3 % des logements vacants. Ces logements étaient pour 97,4 % d'entre eux des maisons individuelles et pour 2,6 % des appartements.
Le tableau ci-dessous présente la typologie des logements à Prédefin en 2021 en comparaison avec celle du Pas-de-Calais et de la France entière. Une caractéristique marquante du parc de logements est ainsi une proportion de résidences secondaires et logements occasionnels (11,6 %) supérieure à celle du département (6,5 %) et à celle de la France entière (9,7 %).
| Typologie                                               | Prédefin | Pas-de-Calais | France entière |
| ------------------------------------------------------- | -------- | ------------- | -------------- |
| Résidences principales (en %)                           | 80,2     | 86,1          | 82,2           |
| Résidences secondaires et logements occasionnels (en %) | 11,6     | 6,5           | 9,7            |
| Logements vacants (en %)                                | 8,3      | 7,3           | 8,1            |

## Toponymie
Le nom de la localité est attesté sous les formes Presbiteri Fenum en 1051 ; Prestrefain en 1119 ; Prestrefeim en 1227 ; Femedit Presbyteri en 1144 ; Presterfaim en 1243 ; Prestrefaim en 1245 ; Prestfain en 1430 ; Prestesfain en 1474 ; Prudefin en 1507 ; Prestefain en 1515 ; Preudefain en 1707 ; Preudephaim en 1725 ; Predfoin en 1773 ; Presdefin au XVIIe siècle ; Predefoin en 1793 ; Prevefain et Prédefin depuis 1801
On s'interrogeait au XIXe siècle sur l'origine de cette dénomination, qui correspondrait « à sa position de frontière (de la Morinie) prope fines, ou à la limite de ministère du curé ?  Le nom de Presbiteri Fenum porté par cette commune rend cette dernière étymologie plus probable. Nous n'en avons pas trouvé l'explication ». Ce nom est issu de presbyter, prêtre et de fenum, foin ou prairie.

## Histoire

### Moyen Âge
Daniel Haigneré indiquait que « Prédefin en 1227 dépendait de la châtellenie de Lisbourg. En 1474 on trouve comme seigneur en partie Jean Truffier, avec un arrière fief à Guy Bocquillon de Prédefin. Pierre de Lannoy, à cette époque, avait un fief rapportant 12 livres, dont il fallait déduire les gages du bailli etc.; il donnait justice vicomtière et relevait du château d'Heuchin comme un autre appartenant à Jean de Griboval, chanoine de la cathédrale de Thérouanne, qui en possédait encore un tenu du sieur de Boyaval. Un autre fief assez important était la propriété de Philippe de Pernes il avait justice vicomtière, rentes foncières etc. (...) Doudart de Mesnicourt y avait également un fief ainsi que Jean Sestier avec arrière-fiefs à Jacques et Gillebert du Hamel de Prédefin. En 1569 la demoiselle Claude de Bersen possédait une petite ferme et un bois de 27 mesures. La chapelle de Notre-Dame de Lallau, à Heuchin avait alors un terrage et un fief valant 100 livres en 1780.
En 1757, Mademoiselle de la Haye, demeurant à Arras, possédait la principale seigneurie ; les censives et droits seigneuriaux rapportaient 135 livres par an. Elle avait de plus le bois de Vannevelle
de 29 mesures et le bois de l'Aumône de 6 mesures  ».

### Ancien Régime
D'après l'historien français Auguste de Loisne : « Avant la Révolution française, Prédefin faisait partie de la sénéchaussée de Saint-Pol et était soumis au droit coutumier d'Artois. Sa chapelle vicariale consacrée à Saint-Martin, était l'annexe de la paroisse d'Heuchin. »

### XIXesiècle
Le décret du 21 mai 1863 réunit à Prédefin le hameau du Petit Fontaine, qui dépendait auparavant de Fontaines-les-Boulans.

### Seconde Guerre mondiale
En 1943, l'armée d'occupation fait construire à Prédefin par l'Organisation Todt une installation de guidage radio des V2 devant être lancés depuis les bunkers de tir « KNW » d'Éperlecques (nom de code Mannschaftsbunker) et « SNW » de Helfaut-Wizernes (nom de code Bauvorhaben 21, connue aujourd'hui sous le nom de Coupole d'Helfaut constituée d'un bunker radar et une base de radioguidage.
L'installation était située  à la sortie ouest du village, près de la route d'Heuchin. Plus de 1 200 ouvriers et techniciens y travaillèrent, dont de nombreux travailleurs belges et polonais affectés aux travaux de maçonnerie, ainsi que quelques français du Service du travail obligatoire. Les ouvriers étaient abrités dans les baraquements d'un camp installé dans le village  et dirigé par le commandant Kramer, alors que les cadres de l'Organisation Todt logeaient dans un baraquement édifié à 200 m de la base en construction. Le mode de guidage par inertie des V2 ayant entretemps été mis au point, l'installation est cédée par l'armée de terre à la Luftwaffe qui le transforme en une base de radiorepérage incluse dans le système défensif de l'espace aérien du Nord-Pas-de-Calais. Pour cela, la Luftwaffe crée un bunker en béton armé, construit pratiquement au ras du sol, mesurait 23 mètres de longueur par 12,50 m de largeur et 5,40 m de hauteur supportant un gigantesque radar Mammut FuMo 51 Friedrich.
À 400 mètres du bunker de la station radar, à gauche de la route d'Heuchin et en bordure de la Saint-Paul à Hesdin et Étaples, l'occupant édifie un grand camp  au lieu dit « Bois Lewingle », servant à l'exploitation du bunker radar et de la base de radioguidage.
La base de radioguidage/radiorepérage et le bunker radar subirent au total une quinzaine de bombardements aériens alliés entre le 6  janvier et  le 6 juillet 1944,.

## Politique et administration

### Découpage territorial
La commune se trouve dans l'arrondissement d'Arras du département du Pas-de-Calais.

#### Commune et intercommunalités
La commune faisait partie de la petite communauté de communes du pays d'Heuchin créée fin 1993.
Dans le cadre de la réforme des collectivités territoriales françaises, par la loi de réforme des collectivités territoriales du 16 décembre 2010 (dite loi RCT)  destinée à permettre notamment l'intégration de la totalité des communes dans un EPCI à fiscalité propre, la suppression des enclaves et discontinuités territoriales et les modalités de rationalisation des périmètres des établissements publics de coopération intercommunale et des syndicats mixtes existants, cette intercommunalité fusionne avec sa voisine, la communauté de communes du pays d'Heuchin, formant le 1er janvier 2013 la communauté de communes des Vertes Collines du Saint-Polois.
Un nouveau mouvement de regroupement intercommunal intervient dans le cadre des dispositions de la loi portant nouvelle organisation territoriale de la République (Loi NOTRe) du 7 août 2015, qui prévoit que les établissements publics de coopération intercommunale (EPCI) à fiscalité propre doivent avoir un minimum de 15 000 habitants. À l'initiative des intercommunalités concernées, la Commission départementale de coopération intercommunale (CDCI) adopte le 26 février 2016 le principe de la fusion de : 

- la communauté de communes de l'Auxillois, regroupant 16 communes dont une de la Somme et 5 217 habitants ;

- la communauté de communes de la région de Frévent, regroupant 12 communes et 6 567 habitants ;

- de la communauté de communes des Vertes Collines du Saint-Polois, regroupant 58 communes et 19 585 habitants

- de la communauté de communes du Pernois, regroupant 18 communes et 7 114 habitants. Le Schéma départemental de coopération intercommunale (SDCI), intégrant notamment cette évolution, est approuvé par un arrêté préfectoral du 30 mars 2016,.
La communauté de communes du Ternois, qui résulte de cette fusion et dont la commune fait désormais partie, est créée par un arrêté préfectoral qui a pris effet le 1er janvier 2017. Cette communauté de communes du Ternois regroupe 103 communes et totalise 37 469 habitants en 2021.

#### Circonscriptions administratives
La commune faisait partie du canton d'Heuchin. Dans le cadre du redécoupage cantonal de 2014 en France, la commune est intégrée au canton de Saint-Pol-sur-Ternoise.

#### Circonscriptions électorales
Pour l'élection des députés, la commune fait partie de la sixième circonscription du Pas-de-Calais.

### Élections municipales et communautaires

#### Liste des maires
| Période                                  | Période                      | Identité            | Étiquette | Qualité |
| ---------------------------------------- | ---------------------------- | ------------------- | --------- | --- |
| Les données manquantes sont à compléter. |                              |                     |           | |
| 1977                                     | 2014                         | M. Claude Prudhomme |           | |
| 2014                                     | mai 2020                     | Claude Van Roy      |           | |
| mai 2020                                 | novembre 2020                | Laurent Nayet       |           | Élection du maire annulée par le tribunal administratif de Lille, pour erreur dans le calcul de la majorité absolue applicable à cette élection. |
| novembre 2020                            | En cours (au 1 octobre 2020) | Jean-Michel Briois  |           | Ancien employé |

## Population et société

### Démographie
Les habitants sont appelés les Prédefinois.

#### Évolution démographique
L'évolution du nombre d'habitants est connue à travers les recensements de la population effectués dans la commune depuis 1793. Pour les communes de moins de 10 000 habitants, une enquête de recensement portant sur toute la population est réalisée tous les cinq ans, les populations de référence des années intermédiaires étant quant à elles estimées par interpolation ou extrapolation. Pour la commune, le premier recensement exhaustif entrant dans le cadre du nouveau dispositif a été réalisé en 2007.

En 2022, la commune comptait 214 habitants, en évolution de +7,54 % par rapport à 2016 (Pas-de-Calais : −0,72 %, France hors Mayotte : +2,11 %).
| 1793 | 1800 | 1806 | 1821 | 1831 | 1836 | 1841 | 1846 | 1851 |
| ---- | ---- | ---- | ---- | ---- | ---- | ---- | ---- | ---- |
| 300  | 297  | 354  | 328  | 335  | 359  | 369  | 353  | 340  |

| 1856 | 1861 | 1866 | 1872 | 1876 | 1881 | 1886 | 1891 | 1896 |
| ---- | ---- | ---- | ---- | ---- | ---- | ---- | ---- | ---- |
| 338  | 351  | 378  | 394  | 398  | 370  | 358  | 353  | 325  |

| 1901 | 1906 | 1911 | 1921 | 1926 | 1931 | 1936 | 1946 | 1954 |
| ---- | ---- | ---- | ---- | ---- | ---- | ---- | ---- | ---- |
| 317  | 324  | 333  | 315  | 310  | 310  | 286  | 285  | 291  |

| 1962 | 1968 | 1975 | 1982 | 1990 | 1999 | 2006 | 2007 | 2012 |
| ---- | ---- | ---- | ---- | ---- | ---- | ---- | ---- | ---- |
| 292  | 270  | 227  | 205  | 194  | 186  | 189  | 189  | 210  |

| 2017 | 2022 | - | - | - | - | - | - | - |
| ---- | ---- | - | - | - | - | - | - | - |
| 190  | 214  | - | - | - | - | - | - | - |

#### Pyramide des âges
En 2018, le taux de personnes d'un âge inférieur à 30 ans s'élève à 32,7 %, soit en dessous de la moyenne départementale (36,7 %). À l'inverse, le taux de personnes d'âge supérieur à 60 ans est de 29,5 % la même année, alors qu'il est de 24,9 % au niveau départemental.
En 2018, la commune comptait 101 hommes pour 90 femmes, soit un taux de 52,88 % d'hommes, largement supérieur au taux départemental (48,50 %).
Les pyramides des âges de la commune et du département s'établissent comme suit.
| Hommes | Classe d’âge | Femmes |
| ------ | ------------ | ------ |
| 0,0    | 90 ou +      | 3,3    |
| 9,0    | 75-89 ans    | 7,8    |
| 16,0   | 60-74 ans    | 23,3   |
| 21,0   | 45-59 ans    | 15,6   |
| 20,0   | 30-44 ans    | 18,9   |
| 13,0   | 15-29 ans    | 13,3   |
| 21,0   | 0-14 ans     | 17,8   |

| Hommes | Classe d’âge | Femmes |
| ------ | ------------ | ------ |
| 0,5    | 90 ou +      | 1,6    |
| 5,6    | 75-89 ans    | 8,9    |
| 16,7   | 60-74 ans    | 18,1   |
| 20,2   | 45-59 ans    | 19,2   |
| 18,9   | 30-44 ans    | 18,1   |
| 18,2   | 15-29 ans    | 16,2   |
| 19,9   | 0-14 ans     | 17,9   |

## Économie

### Revenus de la population et fiscalité
En 2021, selon l'Institut national de la statistique et des études économiques (Insee), le revenu fiscal médian par ménage de la commune est de 18 170 €, de 20 720 € au niveau du département et de 23 080 € au niveau de la métropole,,.

## Culture locale et patrimoine

### Lieux et monuments
- L'église Saint-Martin.
- Le monument aux morts, surmonté d'une croix latine[42].

### Héraldique
| Blason de Prédefin | Blason  | D'or au chevron de sable accompagné de trois merlettes du même. |
| Blason de Prédefin | Détails | Le statut officiel du blason reste à déterminer.                |

## Pour approfondir